# دنگ شودی
دنگ شودی (چینی: 鄧書弟؛ زادهٔ ۱۰ سپتامبر ۱۹۹۱) یک ژیمناست هنری اهل چین است.
از افتخارات وی می‌توان به کسب مدال طلا تیمی تمامی اسباب در مسابقات جهانی ژیمناستیک هنری ۲۰۱۴ اشاره کرد.